# Bloch MB.162
Le MB.162 Bloch est un bombardier quadrimoteur à long rayon d'action français élaboré par la Société des avions Marcel Bloch dans les années 1930. Un seul prototype a été construit. Après sa capture par les forces allemandes, il est contraint de servir pour la Luftwaffe comme moyen de transport.

## Développement
Développé à partir du Bloch MB.160, qui était un avion de transport civil à long rayon d'action, le MB.162 est originellement développé comme un avion postal. Le prototype du bombardier MB.162 01 effectue son premier vol en juin 1940 et est capturé après l'Armistice. Si le MB.162 était entré en production en 1941 comme prévu, il aurait été un bombardier lourd et rapide pour les Français, quelque peu analogue au Boeing B-17 Flying Fortress, plus rapide mais moins bien armé.

## Carrière opérationnelle
Le MB.162 n'a pas effectué de mission de combat, pas plus que le modèle de production MB.162 B.5 qui n'est jamais entré en production. Le prototype est utilisé par la Luftwaffe dans la Kampfgeschwader 200 pour les missions clandestines durant les années 1943-1944.

## Variantes
MB.160
Prototype d'avion civil de transport, 3 construits
MB.162 Raid
Version d'avion postal
MB.162.01
Prototype, un appareil construit
MB.162 Bn.5
Modèle de production - jamais produit
SNCASE SE.161 Languedoc
Transport civil, production après-guerre, 100 construits.

## Opérateurs
France
- Armée de l'air

 Allemagne
- Luftwaffe